# Bitwa pod Grumentum
Bitwa pod Grumentum – starcie zbrojne, które miało miejsce w roku 207 p.n.e. Konsul rzymski Gajusz Klaudiusz Neron odparł atak części wojsk Hannibala odnosząc zwycięstwo. Wojska Gajusz połączyły się następnie z armią drugiego konsula Marka Liwiusza Salinatora przed bitwą nad Metaurusem.